# Municipio de Hayti (Misuri)
El municipio de Hayti (en inglés: Hayti Township) es un municipio ubicado en el condado de Pemiscot en el estado estadounidense de Misuri. En el año 2010 tenía una población de 3838 habitantes y una densidad poblacional de 62,21 personas por km².

## Geografía
El municipio de Hayti se encuentra ubicado en las coordenadas 36°13′29″N 89°45′11″O / 36.22472, -89.75306. Según la Oficina del Censo de los Estados Unidos, el municipio tiene una superficie total de 61.69 km², de la cual 60,65 km² corresponden a tierra firme y (1,68 %) 1,04 km² es agua.

## Demografía
Según el censo de 2010, había 3838 personas residiendo en el municipio de Hayti. La densidad de población era de 62,21 hab./km². De los 3838 habitantes, el municipio de Hayti estaba compuesto por el 45,23 % blancos, el 52,58 % eran afroamericanos, el 0,26 % eran amerindios, el 0,23 % eran asiáticos, el 0,39 % eran de otras razas y el 1,3 % eran de una mezcla de razas. Del total de la población el 0,81 % eran hispanos o latinos de cualquier raza.